# Josyp Zapałowski
Josyp Antonowycz Zapałowskyj (ur. 25 października 1947 w Starej Rudni w obwodzie żytomierskim) – ukraiński polityk, przewodniczący Żytomierskiej Rady Obwodowej.
W 1977 ukończył Żytomierski Instytut Rolniczy, był działaczem Komsomołu i   Komunistycznej Partii Związku Radzieckiego.
Po uzyskaniu niepodległości przez Ukrainę do 2004 pracował w różnych instytucjach bankowych. 17 listopada 2010 został obrany przewodniczącym Żytomierskiej Rady Obwodowej.